# 14834 Ісаєв
14834 Іса́єв (14834 Isaev) — астероїд головного поясу, відкритий 17 вересня 1987 року.
Тіссеранів параметр щодо Юпітера — 3,563.